# Cesny-Bois-Halbout
Pour les articles homonymes, voir Bois (homonymie) et Bois (communes).
Cesny-Bois-Halbout est une ancienne commune française, située dans le département du Calvados en région Normandie, devenue le 1er janvier 2019 une commune déléguée au sein de la commune nouvelle de Cesny-les-Sources.
Elle est peuplée de 622 habitants.

## Géographie
| Espins                                   | Espins, Fresney-le-Vieux | Moulines                                                |
| Placy (comm. nouv. de Cesny-les-Sources) | Cesny-Bois-Halbout       | Moulines, Acqueville (comm. nouv. de Cesny-les-Sources) |
| Placy (comm. nouv. de Cesny-les-Sources) | Donnay, Meslay           | Acqueville (comm. nouv. de Cesny-les-Sources)           |

## Toponymie
Le nom de la localité est attesté sous les formes Cierneio entre 1164 et 1205, Cidernaium en 1217, de Cerneio en 1244, Cesny en Cingueleis en  1362.

Formé sur l'anthroponyme gallo-romain Ceternius.
En 1828, Cesny-en-Cinglais devient Cesny-Bois-Halbout.

Le déterminatif est emprunté au nom de la léproserie (aujourd'hui hospice) de Bois-Halbout, fondée en 1165.
Le gentilé est Ceiternicien.

## Histoire
Le 1er janvier 2019, Cesny-Bois-Halbout intègre avec quatre autres communes la commune de Cesny-les-Sources créée sous le régime juridique des communes nouvelles instauré par la loi no 2010-1563 du 16 décembre 2010 de réforme des collectivités territoriales. Les communes de Cesny-Bois-Halbout, Acqueville, Angoville, Placy et Tournebu deviennent des communes déléguées et Cesny-Bois-Halbout est le chef-lieu de la commune nouvelle.

## Politique et administration
| Période                                  | Période       | Identité      | Étiquette | Qualité           |
| ---------------------------------------- | ------------- | ------------- | --------- | ----------------- |
| 1979                                     | mars 2014     | Roger Suriray | SE        | Agriculteur       |
| mars 2014                                | décembre 2018 | Renny Perrin  | SE        | Infirmier libéral |
| Les données manquantes sont à compléter. |               |               |           |                   |

Le conseil municipal était composé de quinze membres dont le maire et deux adjoints. Ces conseillers intègrent au complet le conseil municipal de Cesny-les-Sources le 1er janvier 2019 jusqu'en 2020 et Renny Perrin devient maire délégué. 

## Démographie
En 2021, la commune comptait 622 habitants. Depuis 2004, les enquêtes de recensement dans les communes de moins de 10 000 habitants ont lieu tous les cinq ans (en 2007, 2012, 2017, etc. pour Cesny-Bois-Halbout) et les chiffres de population municipale légale des autres années sont des estimations. 
Cesny-Bois-Halbout a compté jusqu'à 713 habitants en 1836.
| 1793 | 1800 | 1806 | 1821 | 1831 | 1836 | 1841 | 1846 | 1851 |
| ---- | ---- | ---- | ---- | ---- | ---- | ---- | ---- | ---- |
| 656  | 524  | 666  | 540  | 641  | 713  | 691  | 671  | 647  |

| 1856 | 1861 | 1866 | 1872 | 1876 | 1881 | 1886 | 1891 | 1896 |
| ---- | ---- | ---- | ---- | ---- | ---- | ---- | ---- | ---- |
| 616  | 640  | 675  | 679  | 633  | 626  | 605  | 591  | 589  |

| 1901 | 1906 | 1911 | 1921 | 1926 | 1931 | 1936 | 1946 | 1954 |
| ---- | ---- | ---- | ---- | ---- | ---- | ---- | ---- | ---- |
| 563  | 537  | 522  | 454  | 449  | 409  | 426  | 385  | 412  |

| 1962 | 1968 | 1975 | 1982 | 1990 | 1999 | 2007 | 2012 | 2017 |
| ---- | ---- | ---- | ---- | ---- | ---- | ---- | ---- | ---- |
| 421  | 456  | 475  | 539  | 617  | 632  | 654  | 600  | 605  |

| 2019 | - | - | - | - | - | - | - | - |
| ---- | - | - | - | - | - | - | - | - |
| 609  | - | - | - | - | - | - | - | - |

## Lieux et monuments
- Hospice Saint-Jacques, ancienne léproserie, dont la chapelle est inscrite au titre des monuments historiques par arrêté du 4 octobre 1932[14]. L'hospice est aujourd'hui occupé par une maison de retraite.
- Église de l'Assomption-de-Notre-Dame du XIIe siècle.
- Château de Bossy du XVIIIe siècle.
- Motte féodale de l'ancien château de Cesny, au hameau de la Motte, sur un promontoire dominant le confluent de deux ruisseaux. À son emplacement se dresse la ferme du Châtelet. Il subsiste de la forteresse la basse-cour en forme de croissant, en contrebas au-dessus du ruisseau[15].

Le château est fondé au XIe siècle par Erneiz (Erneis), fils de Raoul d'Anjou (Raoul Tesson dit l'Ancien) (?).

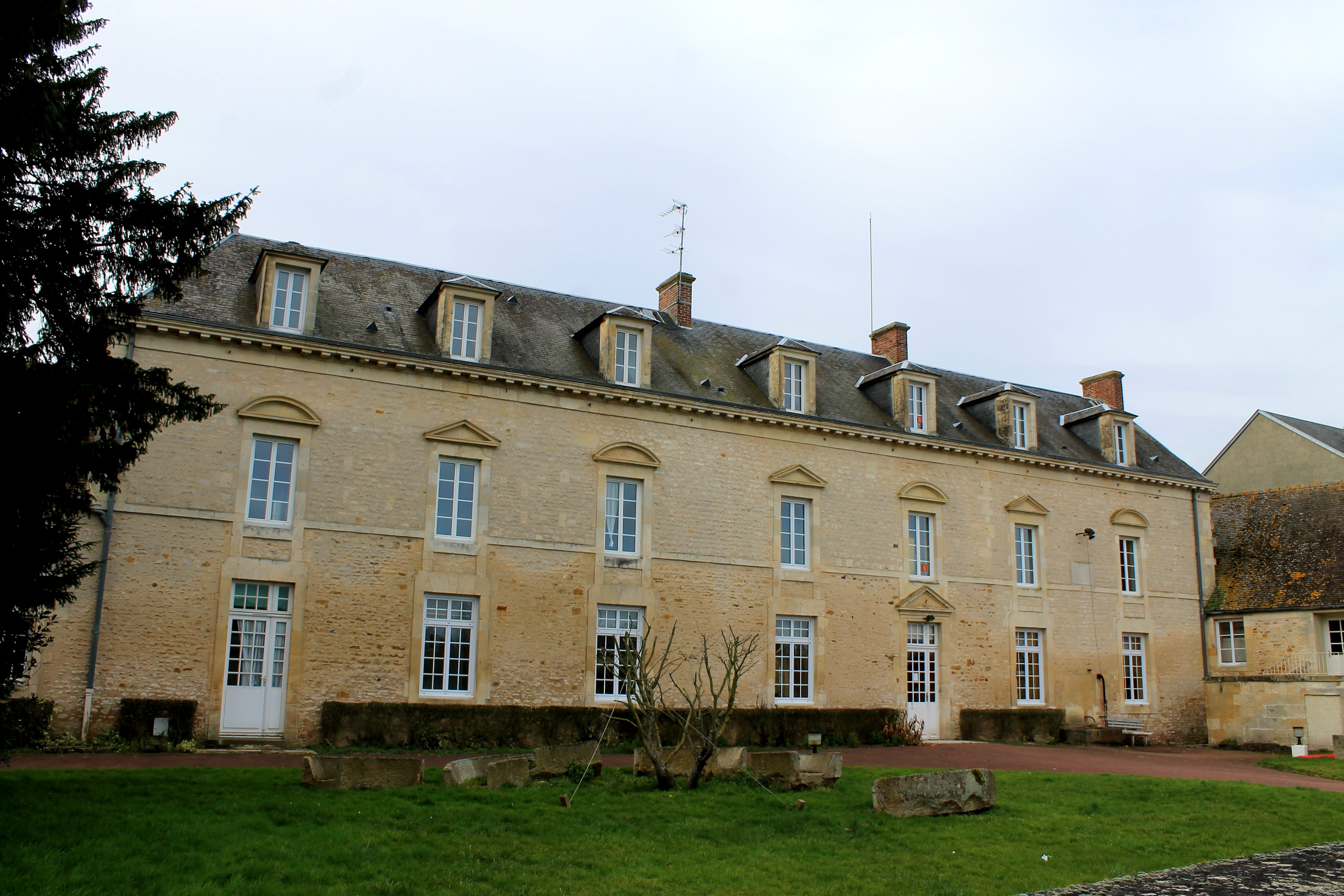
L'hospice Saint-Jacques.
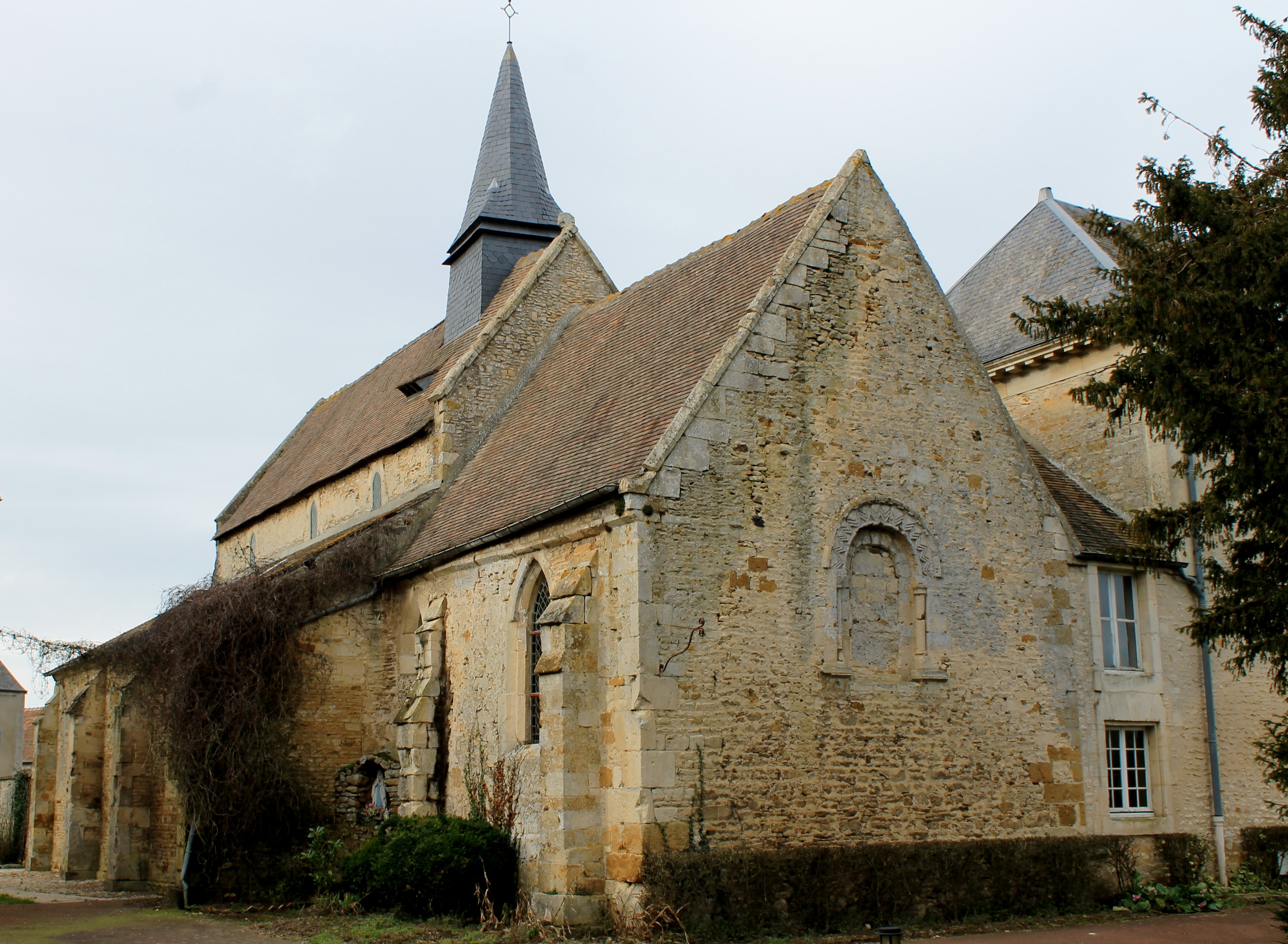
La chapelle de l'hospice Saint-Jacques.
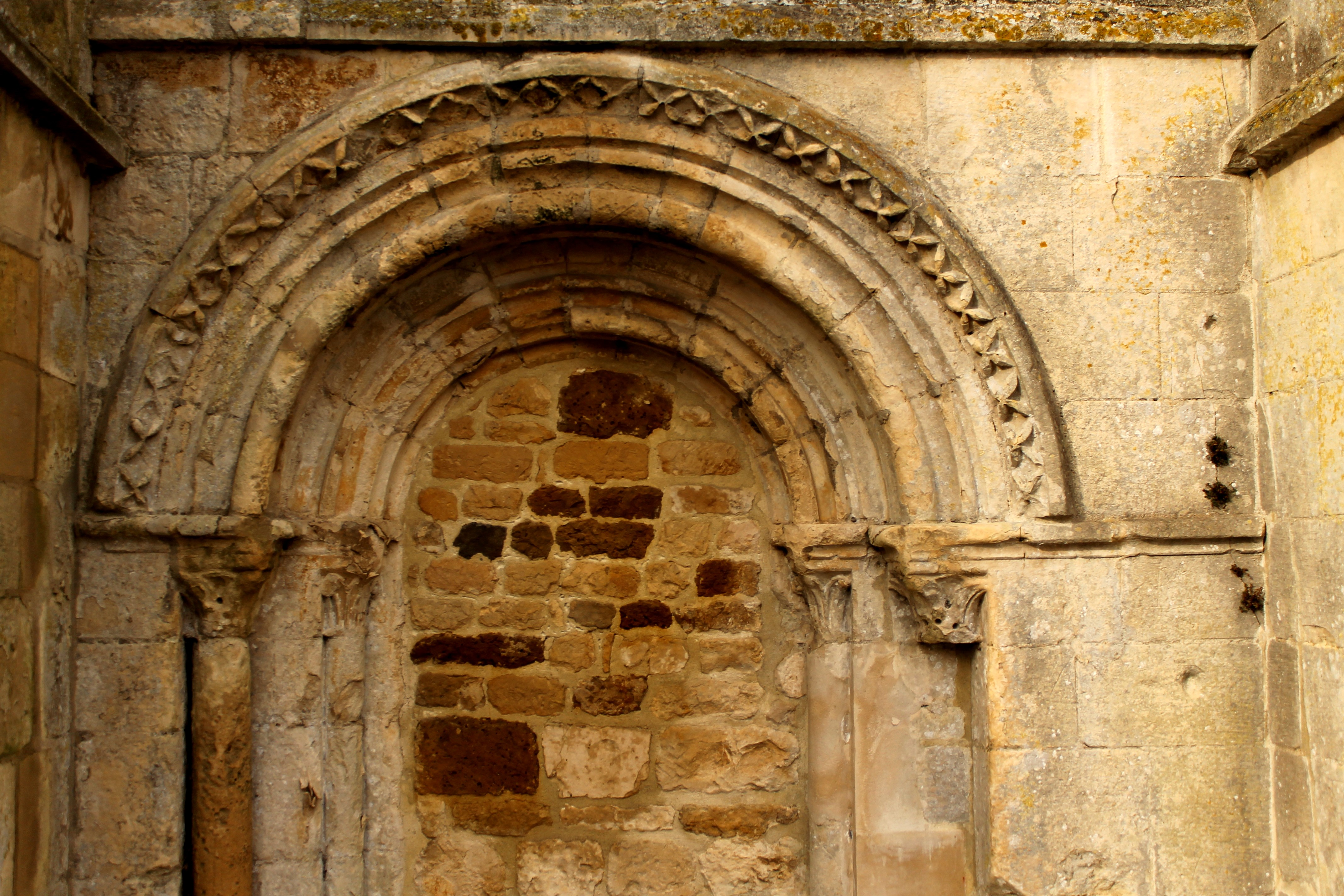
Porte romane de l'église de l'Assomption-de-Notre-Dame.
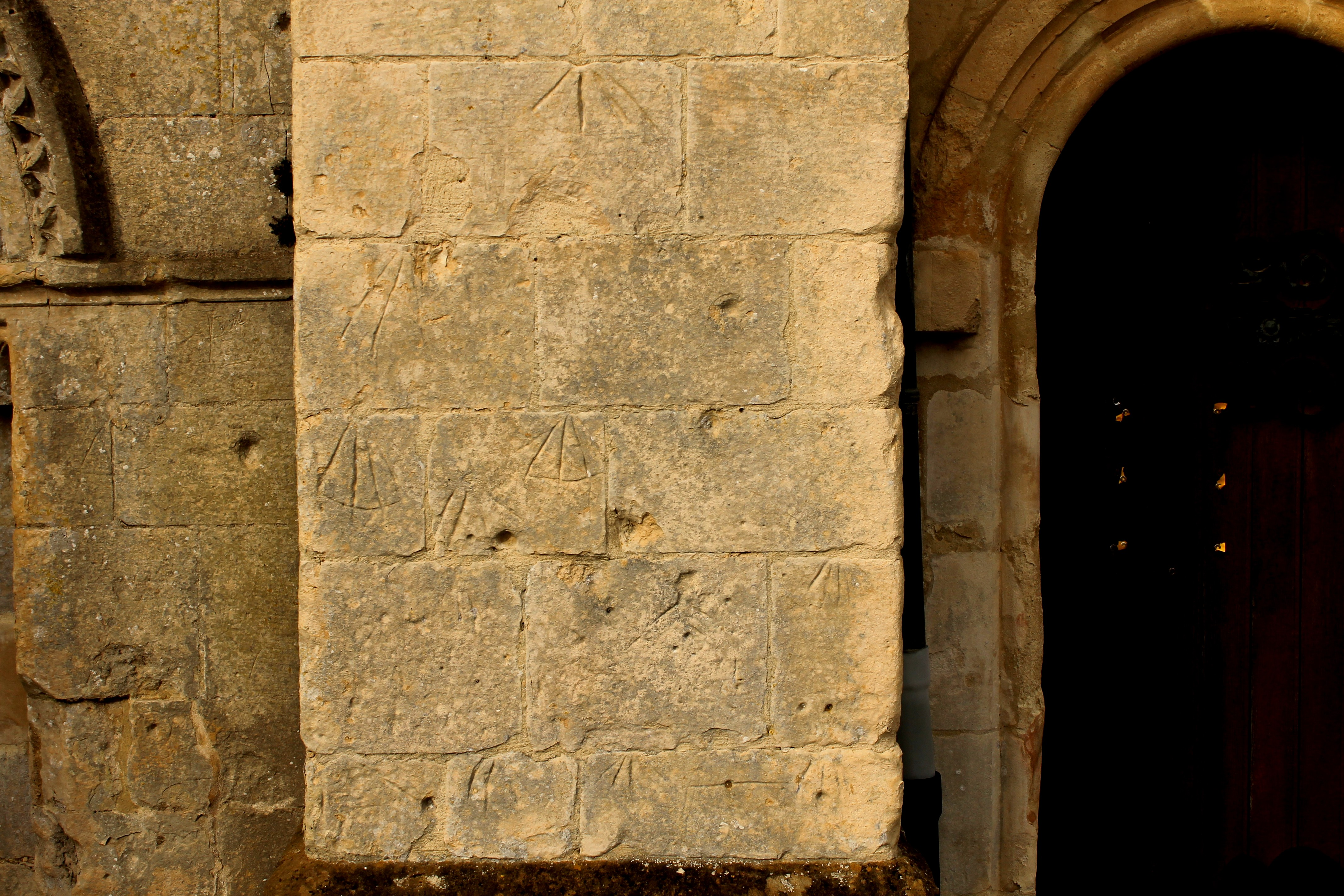
Cadran canonial sur le mur sud de l'église.
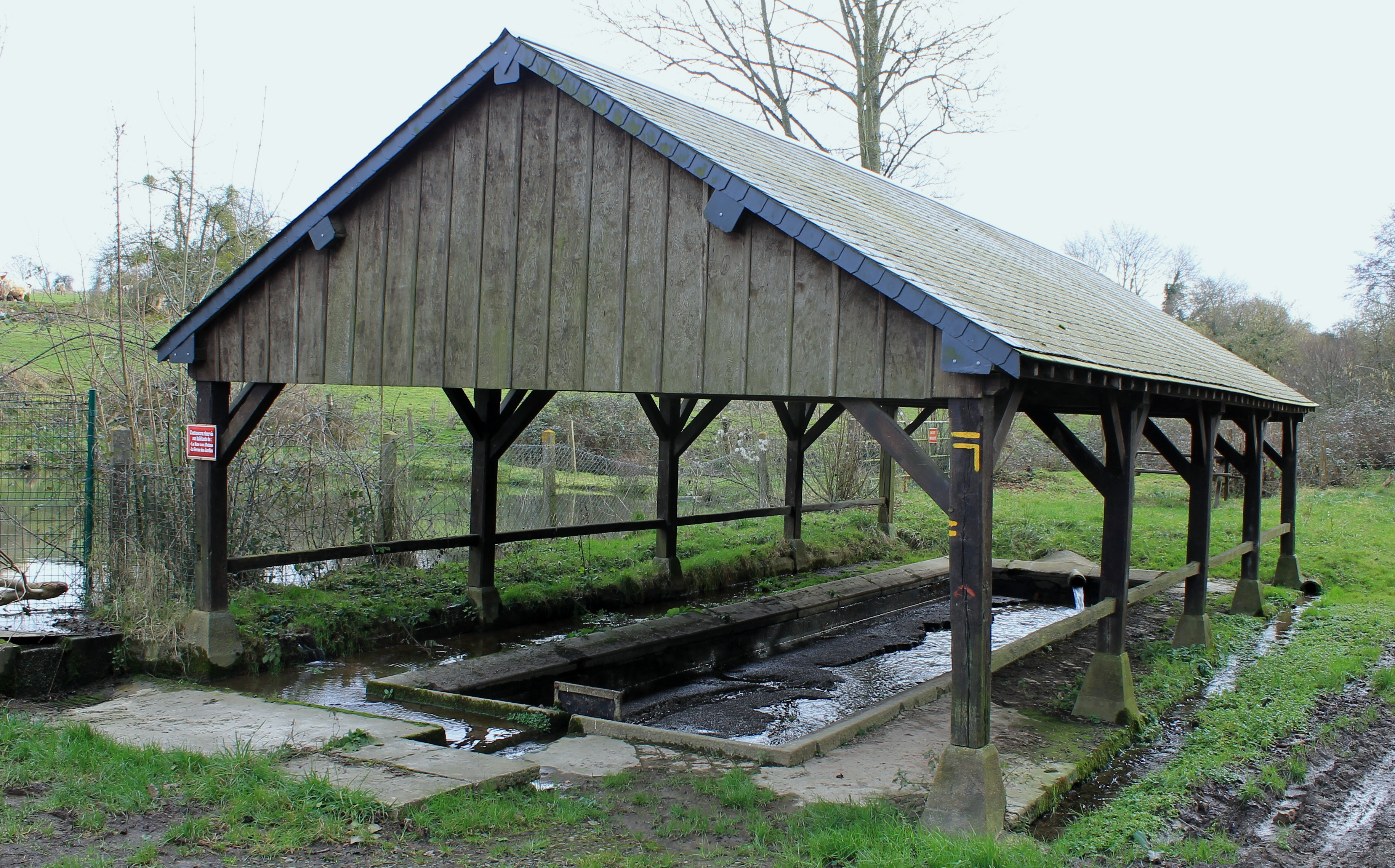
Lavoir.

## Activité et manifestations

### Jumelages
- Clovelly (Royaume-Uni) depuis 1979.